# 신풍동 (김제시)
신풍동(新豊洞)은 대한민국의 전북특별자치도 김제시에 설치된 동이다.

## 개요
신풍동은 도·농이 함께 하는 지평선의 고장 김제의 전형적인 동이며, 또한 김제의 관문인 김제역과 경찰서 등의 기관단체 및 학교가 밀집된 동이기도 하다.

## 법정동
- 신풍동
- 용동
- 난봉동
- 황산동
- 서정동
- 오정동
- 월성동
- 도장동
- 양전동

## 교육
- 김제동초등학교
- 김제북초등학교
- 김제검산초등학교

## 문화재
- 김제 문수사 마애여래좌상 (전라북도 유형문화재 제175호)

## 아파트
| 단지명              | 건설사     | 시행사         | 주소                | 입주       | 비고 |
| ------------------- | ---------- | -------------- | ------------------- | ---------- | ---- |
| 신풍부영 3차        | ㈜부영     | ㈜부영         | 도작로 33 (신풍동)  | 2000년 7월 |      |
| 김제신풍 오투그란데 | 제일건설㈜ | ㈜에버종합건설 | 신풍길 146 (신풍동) | 2021년 1월 |      |